# Unione Sportiva Alessandria Calcio 1985-1986
Questa vioce raccoglie le informazioni riguardanti l'Unione Sportiva Alessandria Calcio nelle competizioni ufficiali della stagione 1985-1986.

## Stagione
Nel 1985-1986 l'Alessandria disputò il quinto campionato di Serie C2 della sua storia. In una stagione iniziata in modo travagliato a causa dell'abbandono di Gianmarco Calleri, la squadra ritrovò un qualche equilibrio grazie all'impegno di una finanziaria toscana che faceva capo al presidente della Massese Domenico Bertoneri e poté disputare un nuovo campionato di vertice, senza riuscire a ottenere però la sospirata promozione.
Presto capolista, la squadra di Carlo Tagnin pagò alla lunga lo scarso feeling con la vittoria; malgrado l'imbattibilità iniziale in campionato si fosse prolungata fino al 16 febbraio e nonostante l'inviolabilità della porta del Moccagatta, i grigi incapparono troppe volte in pareggi che, nel girone di ritorno, costarono i sorpassi di Spezia e Lucchese. Con davanti un futuro societario incerto (l'interesse ventilato del patron della Cairese Cesare Brin non portò mai a trattative concrete per la cessione del sodalizio), la squadra andò a perdere le ultime due decisive gare di campionato.

## Divise e sponsor
| Casa | Trasferta |

## Organigramma societario
Area direttiva
- Amministratore unico: Massimo Silei
- Consiglieri: Marco Bertoneri e Nando Cerafogli

Area organizzativa
- Segretario: Gianfranco Coscia

Area tecnica
- Allenatore: Carlo Tagnin
- Allenatore in seconda: Antonio Colombo

Area sanitaria
- Medico sociale: Luigi Mazza
- Massaggiatore: Sergio Viganò

## Rosa
| N. |                   | Ruolo | Calciatore         |
| -- | ----------------- | ----- | ------------------ |
|    | Italia (bandiera) | P     | Sandro Beccari     |
|    | Italia (bandiera) | P     | Renato Carraro     |
|    | Italia (bandiera) | D     | Maurizio Ferrarese |
|    | Italia (bandiera) | D     | Angelo Gregucci    |
|    | Italia (bandiera) | D     | Teodoro Lorenzo    |
|    | Italia (bandiera) | D     | Claudio Moro       |
|    | Italia (bandiera) | D     | Emanuele Panizza   |
|    | Italia (bandiera) | C     | Roberto Briata     |
|    | Italia (bandiera) | C     | Giancarlo Camolese |
|    | Italia (bandiera) | C     | Franco Caracciolo  |

| N. |                   | Ruolo | Calciatore               |
| -- | ----------------- | ----- | ------------------------ |
|    | Italia (bandiera) | C     | Gabriele Zanella         |
|    | Italia (bandiera) | C     | Luigi Manueli (capitano) |
|    | Italia (bandiera) | C     | Giancarlo Marchetti      |
|    | Italia (bandiera) | C     | Saverio Magagnini        |
|    | Italia (bandiera) | C     | Eugenio Sgarbossa        |
|    | Italia (bandiera) | A     | Paolo Frara              |
|    | Italia (bandiera) | A     | Maurizio Marchetti       |
|    | Italia (bandiera) | A     | Enzo Mocellin            |
|    | Italia (bandiera) | A     | Antonio Torti            |
|    | Italia (bandiera) | A     | Oscar Valeri             |

## Risultati

### Serie C2

#### Girone di andata
| Arbitro: | Mariani (Sulmona) |

|           |           |             |
| Tatti 22’ | Marcatori | 42’ Manueli |

| Arbitro: | Arcovito (Messina) |

|             |           |  |
| Manueli 34’ | Marcatori |  |

| Asti 6 ottobre 1985, ore 15:00 CET 3ª giornata | Asti TSC                      | 0 – 0 referto | Alessandria | Stadio Censin Bosia (1.861 spett.)\| Arbitro: \| Frattin (Castelfranco Veneto) \| |
| Arbitro:                                       | Frattin (Castelfranco Veneto) |               |             |                                                                                   |

| Arbitro: | Gaviraghi (Seregno) |

|                        |           |  |
| Mocellin 30’ Torti 79’ | Marcatori |  |

| La Spezia 20 ottobre 1985, ore 14:30 CET 5ª giornata | Spezia             | 0 – 0 referto | Alessandria | Stadio Alberto Picco (4.215 spett.)\| Arbitro: \| Mazzetti (Firenze) \| |
| Arbitro:                                             | Mazzetti (Firenze) |               |             |                                                                         |

| Arbitro: | Telegrafo (Taranto) |

|                                                     |           |  |
| Mocellin 29’ (rig.), 71’ Gregucci 59’ Sgarbossa 67’ | Marcatori |  |

| Arbitro: | Ceccarini (Livorno) |

|             |           |              |
| Tamalio 81’ | Marcatori | 8’ Sgarbossa |

| Arbitro: | Quartuccio (Torre Annunziata) |

|              |           |  |
| Camolese 59’ | Marcatori |  |

| Roma 16 novembre 1985, ore 14.30 CET 9ª giornata | Lodigiani        | 0 – 0 referto | Alessandria | Stadio Flaminio (100 spett.)\| Arbitro: \| Fiorenza (Siena) \| |
| Arbitro:                                         | Fiorenza (Siena) |               |             |                                                                |

| Arbitro: | Manfredini (Modena) |

|                                         |           |  |
| Frara 47’ Gregucci 54’ G. Marchetti 79’ | Marcatori |  |

| Voghera 1º dicembre 1985, ore 14.30 CET 11ª giornata | Vogherese        | 0 – 0 referto | Alessandria | Stadio Comunale (1.975 spett.)\| Arbitro: \| Da Ros (Treviso) \| |
| Arbitro:                                             | Da Ros (Treviso) |               |             |                                                                  |

| Arbitro: | Giuriola (Rovigo) |

|           |           |           |
| Frara 18’ | Marcatori | 82’ Melis |

| Arbitro: | Iori (Parma) |

|                    |           |             |
| Lorenzo 26’ (aut.) | Marcatori | 39’ Manueli |

| Arbitro: | Mazzalupi (Roma) |

|                                        |           |  |
| Magagnini 10’ Mocellin 17’ (rig.), 69’ | Marcatori |  |

| Sassari 12 gennaio 1986, ore 14.30 CET 16ª giornata | Torres              | 0 – 0 referto | Alessandria | Stadio Acquedotto (3.500 spett.)\| Arbitro: \| Squadrito (Catania) \| |
| Arbitro:                                            | Squadrito (Catania) |               |             |                                                                       |

| Alessandria 19 gennaio 1986, ore 14.30 CET 17ª giornata | Alessandria    | 0 – 0 referto | Pontedera | Stadio Giuseppe Moccagatta (4.370 spett.)\| Arbitro: \| Piana (Modena) \| |
| Arbitro:                                                | Piana (Modena) |               |           |                                                                           |

| Arbitro: | Lo Russo (Milano) |

|           |           |  |
| Torti 63’ | Marcatori |  |

#### Girone di ritorno
| Arbitro: | Guida Rutiglio (Palermo) |

|                     |           |               |
| Mocellin 75’ (rig.) | Marcatori | 79’ Biagianti |

| Arbitro: | Satariano (Palermo) |

|                                 |           |                            |
| Lorenzo 2’ (aut.) Polverino 33’ | Marcatori | 21’ Mocellin 71’ Sgarbossa |

| Alessandria 9 febbraio 1986, ore 14.30 CET 20ª giornata | Alessandria        | 0 – 0 referto | Asti TSC | Stadio Giuseppe Moccagatta (4.110 spett.)\| Arbitro: \| Arcovito (Messina) \| |
| Arbitro:                                                | Arcovito (Messina) |               |          |                                                                               |

| Arbitro: | Conforti (Macerata) |

|                  |           |  |
| Conca 51’ (rig.) | Marcatori |  |

| Arbitro: | Scaramuzza (Venezia) |

|                            |           |           |
| Torti 1’ Brilli 88’ (aut.) | Marcatori | 50’ Fazio |

| Alessandria 9 marzo 1986, ore 15:00 CET 24ª giornata | Alessandria        | 0 – 0 referto | Civitavecchia | Stadio Giuseppe Moccagatta (4.357 spett.)\| Arbitro: \| Picchio (Macerata) \| |
| Arbitro:                                             | Picchio (Macerata) |               |               |                                                                               |

| Arbitro: | Da Ros (Treviso) |

|           |           |  |
| Salvi 86’ | Marcatori |  |

| Arbitro: | Guida Rutiglio (Palermo) |

|                                  |           |  |
| Gregucci 32’ Mocellin 60’ (rig.) | Marcatori |  |

| Arbitro: | Bettini (Forlì) |

|                   |           |                            |
| Fracas 83’ (rig.) | Marcatori | 23’ Sgarbossa 50’ Mocellin |

| Arbitro: | Felicani (Bologna) |

|                   |           |              |
| Briata 22’ (aut.) | Marcatori | 45’ Gregucci |

| Alessandria 13 aprile 1986, ore 15:30 CEST 28ª giornata | Alessandria         | 0 – 0 referto | Vogherese | Stadio Giuseppe Moccagatta (3.932 spett.)\| Arbitro: \| D'Ambrosio (Padova) \| |
| Arbitro:                                                | D'Ambrosio (Padova) |               |           |                                                                                |

| Sorso 20 aprile 1986, ore 15:30 CEST 29ª giornata | Sorso                     | 0 – 0 referto | Alessandria | Stadio La Piramide (3.000 spett.)\| Arbitro: \| Merlino (Torre del Greco) \| |
| Arbitro:                                          | Merlino (Torre del Greco) |               |             |                                                                              |

| Alessandria 4 maggio 1986, ore 16:00 CEST 30ª giornata | Alessandria         | 0 – 0 referto | Entella Bacezza | Stadio Giuseppe Moccagatta (3.130 spett.)\| Arbitro: \| Manfredini (Modena) \| |
| Arbitro:                                               | Manfredini (Modena) |               |                 |                                                                                |

| Massa 11 maggio 1986, ore 16:00 CEST 31ª giornata | Massese              | 0 – 0 referto | Alessandria | Stadio degli Oliveti (800 spett.)\| Arbitro: \| Nicoletti (Agropoli) \| |
| Arbitro:                                          | Nicoletti (Agropoli) |               |             |                                                                         |

| Arbitro: | Cafaro (Grosseto) |

|           |           |                               |
| Iossa 31’ | Marcatori | 67’ G. Marchetti 80’ Gregucci |

| Arbitro: | Schiavon (Padova) |

|  |           |                    |
|  | Marcatori | 30’ (aut.) Lorenzo |

| Arbitro: | Bettini (Forlì) |

|                      |           |                  |
| Tosi 79’ Ferrari 90’ | Marcatori | 21’ G. Marchetti |

### Coppa Italia Serie C

#### Fase eliminatoria a gironi
| Arbitro: | Strada (Abbiategrasso) |

|                         |           |            |
| G. Marchetti 23’ (rig.) | Marcatori | 35’ Tonini |

| Arbitro: | Scaramuzza (Venezia) |

|           |           |  |
| Pelle 13’ | Marcatori |  |

| Arbitro: | Sanguineti (Chiavari) |

|                                    |           |                       |
| Valeri 39’ G. Marchetti 78’ (rig.) | Marcatori | 22’, 76’ (rig.) Pozzi |

| Arbitro: | Falca (Pinerolo) |

|                     |           |  |
| Saporito , Andreoni | Marcatori |  |

| Arbitro: | Pegoretti (Trento) |

|  |           |                                |
|  | Marcatori | 45’ (aut.) Ferrarese 81’ Pelle |

| Arbitro: | Lombardi (La Spezia) |

|               |           |  |
| Menegatti 72’ | Marcatori |  |

## Statistiche

### Statistiche di squadra
| Competizione         | Punti | In casa | In casa | In casa | In casa | In casa | In casa | In trasferta | In trasferta | In trasferta | In trasferta | In trasferta | In trasferta | Totale | Totale | Totale | Totale | Totale | Totale | DR  |
| Competizione         | Punti | G       | V       | N       | P       | Gf      | Gs      | G            | V            | N            | P            | Gf           | Gs           | G      | V      | N      | P      | Gf     | Gs     | DR  |
| -------------------- | ----- | ------- | ------- | ------- | ------- | ------- | ------- | ------------ | ------------ | ------------ | ------------ | ------------ | ------------ | ------ | ------ | ------ | ------ | ------ | ------ | --- |
| Serie C2             | 41    | 17      | 9       | 7       | 1       | 21      | 4       | 17           | 2            | 12           | 3            | 11           | 12           | 34     | 11     | 19     | 4      | 32     | 16     | +16 |
| Coppa Italia Serie C |       | 3       | 0       | 2       | 1       | 3       | 5       | 3            | 0            | 0            | 3            | 0            | 5            | 6      | 0      | 2      | 4      | 3      | 10     | -7  |
| Totale               | -     | 20      | 9       | 9       | 2       | 24      | 9       | 20           | 2            | 12           | 6            | 11           | 17           | 40     | 11     | 21     | 8      | 35     | 26     | +9  |

### Statistiche dei giocatori
| Giocatore     | Serie C2 | Serie C2 | Coppa Italia | Coppa Italia | Totale   | Totale |
| Giocatore     | Presenze | Reti     | Presenze     | Reti         | Presenze | Reti   |
| ------------- | -------- | -------- | ------------ | ------------ | -------- | ------ |
| S. Beccari    | 24       | -10      | 6            | -10          | 30       | -20    |
| R. Briata     | 28       | 0        | 5            | 0            | 33       | 0      |
| G. Camolese   | 33       | 1        | 6            | 0            | 39       | 1      |
| F. Caracciolo | 30       | 0        | 0            | 0            | 30       | 0      |
| R. Carraro    | 10       | -6       | 0            | 0            | 10       | -6     |
| M. Ferrarese  | 5        | 0        | 5            | 0            | 10       | 0      |
| Fichera       | -        | -        | 4            | 0            | 4        | 0      |
| P. Frara      | 28       | 2        | 0            | 0            | 28       | 2      |
| Garbero       | -        | -        | 2            | 0            | 2        | 0      |
| A. Gregucci   | 29       | 5        | 1            | 0            | 30       | 5      |
| T. Lorenzo    | 33       | 0        | 6            | 0            | 39       | 0      |
| L. Manueli    | 23       | 3        | 5            | 0            | 28       | 3      |
| G. Marchetti  | 26       | 3        | 5            | 2            | 31       | 5      |
| M. Marchetti  | -        | -        | 5            | 0            | 5        | 0      |
| S. Magagnini  | 30       | 1        | 0            | 0            | 30       | 1      |
| E. Mocellin   | 34       | 9        | 0            | 0            | 34       | 9      |
| C. Moro       | 27       | 0        | 5            | 0            | 32       | 0      |
| Naclerio      | -        | -        | 1            | 0            | 1        | 0      |
| E. Panizza    | 3        | 0        | 6            | 0            | 9        | 0      |
| E. Sgarbossa  | 31       | 4        | 4            | 0            | 35       | 4      |
| Scaramaglia   | -        | -        | 5            | 0            | 5        | 0      |
| A. Torti      | 28       | 3        | 0            | 0            | 28       | 3      |
| Traverso      | -        | -        | 2            | 0            | 2        | 0      |
| O. Valeri     | 9        | 0        | 6            | 1            | 15       | 1      |